# أعمال شغب ستونوول
أعمال شغب ستونوول، المعروفة أيضا تحت اسم انتفاضة ستونوول أو تمرد ستونوول، عبارة عن سلسلة من المظاهرات العفوية العنيفة التي قام بها أفراد مجتمع الميم ضد هجمات الشرطة التي بدأت في ساعات الصباح الأولى من الثامن والعشرين من يونيو 1969 ، في حانة ستونوول في حي غرينويتش في مانهاتن بمدينة نيويورك. تعتبر هذه الأعمال أهم حدث تاريخ تحرير المثليين  والنضال الحديث من أجل حقوق المثليين في الولايات المتحدة.
واجه الأمريكيون المثليون في خمسينيات وستينيات القرن العشرين نظامًا قانونيًا اضطهدهم بشدة. إلا أن هذا لم يمنعهم من المقاومة والمطالبة بحقهم فسعوا إلى إثبات أنه يمكن استيعاب المثليين جنسياً في المجتمع، وتفضيل التعليم المبني على التسامح. ومع ذلك فقد كانت السنوات الأخيرة من ستينيات القرن العشرين مثيرة للجدل، حيث كانت العديد من الحركات الاجتماعية/ لسياسية نشطة، بما في ذلك حركة الحقوق المدنية وثقافة الستينيات المضادة والحركة المناهضة لحرب فيتنام. كانت هذه التأثيرات، جنبًا إلى جنب مع البيئة الليبرالية في قرية غرينويتش، بمثابة محفزات لأعمال شغب ستونوول.